# Bold (гурт)
Bold — американський хардкор-панк — гурт із Вестчестера (штат Нью-Йорк); заснований 1985 року. Разом з гуртами Youth of Today і Side by Side колектив є представником піджанру «youth crew» і практично від початку свого існування сповідував філософію «straight edge».

## Історія
Спочатку гурт мав назву Crippled Youth; її засновниками були Метт Ворнкі (вокал), Тім Брукс (бас-гітара) і Дрю Томас (ударні). Після декількох виступів із Ворнкі не лише в ролі «голосу гурту», а й гітариста, до колективу приєднався Джон «Зулу» Зулуага, а Метт зайнявся виключно вокалом. 1986 гурт випустив випущений 7 «EP» Join the Fight «(під каліфорнійським лейблом New Beginning), після чого змінив назву на Bold. Під новим ім'ям вони записали LP „Speak Out“ з 11 композиціями. Спочатку альбом планували записати під лейблом WishingWell Records, однак у підсумку, після численних переносів строків закінчення запису і змін умов проєкту, він вийшов 1988 року на студії Revelation Records.
Пізніше до проєкту в ролі другого гітариста приєднався Том Капоне (брав участь у гуртах Shelter, Quicksand та ін.), після чого за підтримки Revelation Records був записаний альбом Bold  (т. зв. Self-titled 7), який був перевиданий 1993 року на 12» диску з двома додатковими композиціями. Невдовзі після запису колектив розпався.
2005 року Bold знову об'єдналися в трохи зміненому складі:
- Метт Ворнкі — вокал;
- Том Капоне — гітара;
- Тім Брукс — бас-гітара;
- Вінні Панзе — ударні;
- Джон Порселлі[2] — гітара.

Джон Порселлі епізодично виступав у складі Bold у 80-х, після повторного об'єднання гурту ставши його постійним учасником. Колектив записав ретроспективний альбом The Search: 1985-1989, в якому зібрані всі композиції минулих років.
2006 року Порселлі та Ворнкі остаточно покинули проєкт, вихід альбому з новими роботами гурту був відкладений на невизначений час, європейський тур Bold був скасований.

## Дискографія
За свою історію Bold записали чотири альбоми різних форматів:
- Speak Out LP (Revelation Records, 1988)
- Bold (Revelation Records, 1989)
- Looking Back (Revelation Records, 1993)
- The Search: 1985-1989 (Complete Discography) (Revelation Records, 2005)